# Haploscapanes australicus
Haploscapanes australicus är en skalbaggsart som beskrevs av Gilbert John Arrow 1908. Haploscapanes australicus ingår i släktet Haploscapanes och familjen Dynastidae. Inga underarter finns listade i Catalogue of Life.